# Kosmodrom Taiyuan
Das Kosmodrom Taiyuan (chinesisch 太原衛星發射中心 / 太原卫星发射中心, Pinyin Tàiyuán Wèixīngfāshèzhōngxīn), auch bekannt als „25. Basis der chinesischen Volksbefreiungsarmee für Erprobung und Ausbildung“ (中国人民解放军第二十五试验训练基地), ist ein Weltraumbahnhof der Strategischen Kampfunterstützungstruppe der Volksrepublik China, dort ist die Einheit 63710 stationiert. Das Kosmodrom liegt in der Gemeinde Shentangping (神堂坪乡) des Kreises Kelan, bezirksfreie Stadt Xinzhou, im Norden der Provinz Shanxi.
Der Name der Einrichtung ist eine militärische Tarnbezeichnung; das Kosmodrom befindet sich etwa 280 km nordwestlich der Provinzhauptstadt Taiyuan.

## Ballistische Raketen
Als sich Mitte der 1960er Jahre das chinesisch-sowjetisches Zerwürfnis vertiefte, ordnete Mao Zedong im März 1966, also noch vor Beginn der Kulturrevolution, an, dass das 1958 wegen der günstigen Verbindung zur Sowjetunion mit Absicht nahe der Grenze zur Mongolei angelegte Kosmodrom Jiuquan – damals das einzige Raketentestgelände Chinas – Schritt für Schritt ins Landesinnere zu verlegen sei. Daraufhin beauftragte die Kommission für Wehrtechnik der Volksbefreiungsarmee die Führung des Kosmodroms, einen Standort für die neue Einrichtung zu finden. Am 1. April 1966 fand auf dem Kosmodrom Jiuquan eine Sitzung mit zahlreichen Experten statt, bei der die Parameter für die Standortsuche festgelegt wurden: strategische Lage, Richtungen, in die Testflüge stattfinden sollten, zivile Flugkorridore, Verkehrsanbindung, Wasserversorgung, Landverbrauch, umzusiedelnde Bevölkerung.
Im weiteren Verlauf fanden zahlreiche Inspektionsflüge statt, bei denen potentielle Standorte in den Provinzen Shanxi und Shaanxi aus der Luft in Augenschein genommen wurden. In einem mehrstufigen Auswahlverfahren einigte man sich schließlich auf den zentralen Teil der Hochebene im Nordwesten von Shanxi.
Der konkrete Standort lag auf der Westseite des Luya-Gebirges (芦芽山, ein Teil des Lüliang Shan) auf einer Höhe von 1450 m; der Heyeping (荷叶坪峰), der Hauptgipfel des Luya-Gebirges, ist 2783 m hoch.
Dadurch war das Kosmodrom im Winter den kalten, trockenen Nordwestwinden ausgesetzt, während es im Sommer vor den feuchtwarmen Monsunwinden aus Südosten geschützt ist. Dies führt zu einem weitgehend wolkenlosen Himmel und wenigen Unwettern – was sich später für orbitale Raketenstarts als optimal erwies – hat aber den Nachteil, dass die Trink- und Brauchwasserversorgung schwierig ist. Die Winter an diesem Ort sind lang, es gibt keinen Sommer, Frühling und Herbst gehen direkt ineinander über.
Die Jahresmitteltemperatur am Standort des Kosmodroms beträgt 5 °C, die frostfreie Periode umfasst nur 90 Tage von Mitte Juni bis Mitte September.
Dennoch schickte das Kosmodrom Jiuquan bereits im März 1967 Personal in den Kreis Kelan, um mit den Arbeiten an dem damals als „Projekt 3201“ bezeichneten Raketentestgelände zu beginnen. Zu diesem Zeitpunkt sanken die Nachttemperaturen noch auf −30 °C, was angesichts der Unterbringung in Zelten unangenehm war. Bis Mai 1967 stießen dann noch Spezialisten aus Luoyang und Jiangnan dazu, sodass schließlich 1585 Personen auf der Baustelle tätig waren. Als die Temperaturen anstiegen, wurde eine Produktionsschlacht (大会战) ausgerufen und mehrere tausend weitere Arbeitskräfte auf die Baustelle verlegt. Zunächst wurde ein Feldweg zur Zufahrtsstraße ausgebaut, dann ein Bahnanschluss gebaut. Man begann mit einer Nebenstrecke, die vom Bahnhof Ningwu an der Bahnstrecke Datong–Puzhou abzweigt und nach Kelan führt (die sogenannte „Ningke-Bahn“ bzw. 宁岢铁路) und verlegte von dieser eine Stichstrecke zum Raketentestgelände.
Im weiteren Verlauf wurde noch ein 100 m tiefer Brunnen gebohrt und eine Hochspannungsleitung zum Testgelände gebaut.
Im Frühherbst 1968 war die Einrichtung einsatzbereit und eine Kompanie Raketensoldaten wurde vom Kosmodrom Jiuquan, damals bekannt als „Basis 20“, nach Shanxi verlegt. Am 18. Dezember 1968 fand in Anwesenheit von Generalmajor Li Fuze (李福泽, 1914–1996), dem Kommandanten der Basis 20, der erste Raketentest statt.
Es wurde eine Mittelstreckenrakete vom damals noch in Entwicklung befindlichen Typ Dongfeng 3 gestartet, die bei diesem Testflug 2517 km zurücklegte.

Emblem der Raketenstreitkräfte

Organisatorisch war das Gelände eine Außenstelle der Basis 20. Nach dem Zwischenfall am Ussuri im Jahr 1969 ordnete Verteidigungsminister Lin Biao an, dass sich alle militärischen Einheiten weit verstreuen sollten, um im Fall eines befürchteten Angriffs der Sowjetunion kein allzu leichtes Ziel zu bieten. Ab April 1970 wurden drei große Tunnel in Berghänge getrieben, wo selbst nach einem Atomangriff noch Triebwerkstests durchgeführt und Raketen für einen Gegenschlag aufbewahrt werden konnten.
Schließlich wurde das Testgelände bei Kelan mit Wirkung vom 1. Januar 1976 als „25. Basis der chinesischen Volksbefreiungsarmee für Erprobung und Ausbildung“ eigenständig. Erster Kommandant der Basis wurde Qiao Ping (乔平, die Dienstgrade waren damals abgeschafft), der es sich zur Aufgabe machte, das kahle Gelände zu begrünen.
Neben der Dongfeng 3 fanden auf der Basis 25 ab Januar 1979 auch Testflüge der Interkontinentalrakete Dongfeng 5 statt, ab Mai 1985 wurde dort die Mittelstreckenrakete Dongfeng 21 erprobt, ab 1988 die Kurzstreckenrakete Dongfeng 15, ab 1990 die Kurzstreckenrakete Dongfeng 11, ab 1999 die Interkontinentalrakete Dongfeng 31 und ab 2014 die Interkontinentalrakete Dongfeng 41. Die Startplätze für diese Raketen befinden sich in kleinen Talmulden nördlich und südlich der Bahnstrecke Ningwu–Kelan.
Der militärische Teil des Kosmodroms unterstand ursprünglich dem 2. Artillerie-Korps, seit der Tiefgreifenden Reform der Landesverteidigung und des Militärs vom 1. Januar 2016 den Chinesischen Raketenstreitkräften. Zum Testen von Abfangraketen betreibt die Basis 25 seit dieser Zeit eine Außenstelle in der Provinz Xinjiang, das Abfangraketen-Testgelände Korla (库尔勒反导试验场, Pinyin Kù'ěrlè Fǎndǎo Shìyànchǎng), wo von Taiyuan aus gestartete Interkontinentalraketen bzw. deren Sprengköpfe über der Taklamakan-Wüste abgeschossen werden können.
Hierzu werden in der Fabrik 283 der Akademie für Verteidigungstechnologie hergestellte Anti-Raketen-Raketen vom Typ Hongqi 19 mit einer Dienstgipfelhöhe von 200 km verwendet.

## Trägerraketen
Der erste Start einer zivilen Trägerrakete erfolgte am 6. September 1988, bei dem der Wettersatellit Fengyun-1A von einer Changzheng 4A in eine sonnensynchrone Umlaufbahn gebracht wurde, am 3. September 1990 folgte Fengyun-1B. Hierbei wurde die sogenannte „Startrampe 7“ (7 号发射工位) genutzt, die auch für die Testflüge der Interkontinentalrakete Dongfeng 5 verwendet wurde.
Im April 1993 erhielt das Kosmodrom von der amerikanischen Firma Motorola den Auftrag, deren Iridium-Kommunikationssatelliten in eine 630 km hohe Polarbahn zu befördern. Da immer zwei Satelliten von jeweils 1,5 t gleichzeitig gestartet werden sollten, entwickelte die Chinesische Akademie für Trägerraketentechnologie für diesen Auftrag eine 40 m lange Sonderversion der Changzheng 2C. Dies entsprach etwa einer CZ-4A (41,9 m), nichtsdestotrotz waren auf dem Kosmodrom größere Umbaumaßnahmen mit mehr als 200 Einzelprojekten nötig, um die von Motorola gestellten Anforderungen zu erfüllen.
Am 1. September 1997 erfolgte zunächst ein Teststart mit zwei Modellsatelliten als Massesimulatoren, am 8. Dezember 1997 fand der erste Start zweier realer Iridium-Satelliten statt.
Bedingt durch die Reform- und Öffnungspolitik hatte die chinesische Raumfahrtindustrie in den 1990er Jahren mit großen Qualitätsproblemen zu kämpfen, auf dem Kosmodrom Xichang kam es zu mehreren schweren Unfällen. Heute wird diese Zeit als „Schwarzes Jahrzehnt“ (黑色十年) bezeichnet.
In Shanxi gelang es jedoch trotz der schwierigen Rahmenbedingungen, sei es durch sorgfältigere Überprüfungen vor dem Start, sei es durch schlichtes Glück, die folgenden vier Iridium-Starts fehlerlos durchzuführen. „Kosmodrom Taiyuan“ war in jenen Jahren ein Synonym für sichere Starts.
Am 22. August 1988 hatten die Außenminister von China und Brasilien in Peking das „Abkommen über gemeinsame Entwicklung und Bau von chinesisch-brasilianischen Rohstofferkundungssatelliten durch CAST und INPE“ unterzeichnet. Beide Länder entwickelten einzelne Komponenten für die Satelliten, wodurch sich der Prozess relativ lange hinzog, aber am 14. Oktober 1999 startete CBERS-1 (China-Brazil Earth Resources Satellite, in China als „Ziyuan-1“ bzw. 资源一号 bezeichnet) mit einer Trägerrakete vom Typ Changzheng 4B vom Kosmodrom Taiyuan. Bis 2019 folgten fünf weitere Erdbeobachtungssatelliten der CBERS-Reihe.
Bei CBERS-3 am 9. Dezember 2013 war der Start zunächst erfolgreich, aufgrund einer Fehlfunktion der Trägerrakete konnte der Satellit jedoch nicht in seinem Betriebsorbit platziert werden.

Emblem der Strategischen Kampfunterstützungstruppe

Heute werden zwei Startrampen (38,8494° N, 111,608° O und 38,863° N, 111,5895° O) genutzt, um Satelliten in diverse Erdumlaufbahnen zu befördern. Eine dritte Startanlage (38,8369° N, 111,6059° O) war von 2002 bis 2003 für die Testflüge der Feststoffrakete Kaituozhe 1 in Betrieb.
Die Kaituozhe 1 benötigte zwar keine aufwändigen Betankungsanlagen, aber doch schmale Gittertürme mit Stromleitungen.
Die seit 2015 vom Kosmodrom Taiyuan aus eingesetzte Flüssigkeitsrakete Changzheng 6 wird dagegen von einer mobilen Abschussrampe gestartet und benötigt abgesehen von Blitzableitertürmen im Prinzip nur eine ebene Fläche, um den Lastwagen abzustellen.
Auch die gelegentlich in Taiyuan startende Kuaizhou-1A verwendet eine mobile Abschussrampe und benötigt keine weiteren Einrichtungen.
Am 29. März 2022 wurde eine weitere, speziell für die Changzheng 6A gebaute Startrampe in Betrieb genommen. Diese 50 m hohe Rakete besitzt einen Durchmesser von 3,35 m, kann also regulär mit der Bahn angeliefert werden. Ihre beiden Kernstufen verwenden wie die Changzheng 6 Flüssigsauerstoff und Raketenkerosin, dazu besitzt sie noch vier jeweils 70 t schwere Feststoffbooster.
Die Changzheng 6A ist so konstruiert, dass die Startvorbereitungen auf dem Kosmodrom, von der Montage über die Überprüfung bis zum Betanken, nur zwei Wochen dauern. Der Tankvorgang beginnt vier Stunden vor dem Start und verläuft vollautomatisch; ab diesem Zeitpunkt befindet sich kein Personal mehr in der Nähe der Startrampe. Die Ausleger mit den Tankschläuchen schwenken selbstständig zur Rakete, die Schläuche koppeln selbstständig an und die Rakete wird automatisch mit der korrekten Menge an Flüssigsauerstoff und Kerosin betankt.
Direkt auf dem Kosmodrom befinden sich das Technische Zentrum für die Montage der Raketen und das Testen der Nutzlasten, außerdem die Antennenanlage für die Bahnverfolgung nach einem Start und den Empfang der Telemetriedaten. Der Kontrollraum befindet sich etwa 70 km nordöstlich des Kosmodroms im Kreis Ningwu, auf der Ostseite des Luya-Gebirges. Die Hauptverwaltung befindet sich in Taiyuan.
Der raumfahrtbezogene Teil des Kosmodroms unterstand bis zum 31. Dezember 2015 dem Generalkommando Satellitenstarts, Bahnverfolgung und Steuerung (中国卫星发射测控系统部) beim Hauptzeugamt der Volksbefreiungsarmee und wurde mit der Aufstellung der Strategischen Kampfunterstützungstruppe deren Hauptabteilung Satellitenstarts, Bahnverfolgung und Steuerung unterstellt. Generalmajor Hao Weizhong (郝卫中), bis dahin Kommandant des Kosmodroms Taiyuan, wurde als stellvertretender Leiter der Hauptabteilung Raumfahrt, wo unter anderem das Raumfahrtkontrollzentrum Peking und das Raumfahrerkorps der Volksbefreiungsarmee angesiedelt sind, von der Strategischen Kampfunterstützungstruppe übernommen.
Anfang 2023 waren auf dem Kosmodrom Taiyuan gut 400 Soldatinnen und Soldaten im technischen Dienst stationiert.

## Verkehrsanbindung
Um der militärischen und politischen Führung den Besuch von Raketentests zu erleichtern, um dringend benötigte Ersatzteile einfliegen oder Fachleute der Herstellerfirmen rasch zum Testgelände bringen zu können, wurde in der zweiten Ausbauphase ab 1970 mit einem von der Kommission für Wehrtechnik der Volksbefreiungsarmee getragenen Kostenaufwand von 18 Millionen Yuan etwa 15 km nördlich von Yancheng (砚城镇), der Verwaltungshauptstadt des Kreises Wuzhai, ein Flughafen angelegt. Der Flughafen wird von den Luftstreitkräften der Volksrepublik China betrieben. Dort ist ein Geschwader stationiert, das routinemäßig Übungsflüge durchführt (39,05637° N, 111,75166° O). Auf dem 300 Straßenkilometer südlich des Kosmodroms gelegenen zivilen Flughafen Taiyuan-Wusu, dem größten Flughafen der Provinz, können auch schwere Flugzeuge wie die Boeing 747 landen.
Neben dem Gleisanschluss über die Ningke-Bahn (siehe oben) laufen am Kosmodrom Taiyuan in Nord-Süd-Richtung die Autobahn Hohhot–Beihai (G59) sowie die Nationalstraße 209 und in Ost-West-Richtung die Autobahn Cangzhou–Yulin (G1812) vorbei. Von dort führen zahlreiche kleinere Straßen zu den einzelnen Einrichtungen des Kosmodroms.